# Jean-Claude Jitrois
Jean-Claude Jitrois, est un créateur de mode, designer et éditeur français, né le 10 janvier 1944 à Narbonne.
Il est le fondateur de la marque de prêt-à-porter, Jitrois Paris,, spécialisée dans le cuir stretch et le vêtement de luxe.

## Biographie
Fils d'Edmond Coste, diplômé de l’École militaire de Salon-de-Provence, officier dans l’armée de l'air française et d'Émilienne Girod, il grandit à Aix-en-Provence puis suit les affectations de son père, militaire, en Algérie, à Oran puis à Alger.
À dix-huit ans, il part pour Paris, afin d’y suivre des études de psychomotricité à l’hôpital de la Salpêtrière .
Le 6 mai 1964, il se marie avec Jeanine Forestier avec laquelle il a une une fille : Caroline Michaud
En 1971, il se marie avec Édith Wolgensinger avec laquelle il a un fils : Jérôme.
En 1975, Jean-Claude Jitrois est nommé par Simone Veil, alors Ministre de la Santé, à la direction de l'Institut Supérieur de Rééducation Psychomotrice de Nice,, Il cosignera un ouvrage avec Giselle Soubiran, alors directrice de l'Institut Supérieur de Rééducation Psychomatrice de Paris, en 1975 intitulé Psychomotricité et relaxation psychosomatique écrit en collaboration avec Giselle Soubiran, puis Corps et Graphie
En 1975, Jean Claude publiera trois autres livres, Les 50 mots-clés de la psychomotricité et La relaxation psycho-syntonique(tous deux en 1976) et enfin le « Que sais-je ? » sur La psychomotricité en 1977. 
Il enseignera la psychomotricité jusqu’en 1976, date à laquelle il ouvre sa première boutique, rue Tonduti de l’Escarène, à Nice. Il côtoiera là-bas les artistes et surtout rencontrera Stéphanie de Monaco qui invite ses amis à venir en boutique pour essayer les créations Jitrois. Il y rencontre Niki de Saint Phalle et Ben. Une autre boutique est ouverte quelques mois plus tard à Juan-les-Pins, puis à Antibes et enfin à Saint-Tropez.
En 1995, Jean-Claude Jitrois créée ses premières pièces en cuir stretch  Jean-Claude Jitrois devient Jitrois : Le cuir stretch. Ce matériau révolutionnaire pour l'époque est alors développé avec la compagnie Dupont de Nemours. En 2009, il parvient à rendre le cuir repassable et lavable en machine.
En 1998 : le styliste crée « Skin Jean ». Il s’agit d’un pantalon dont les couleurs varient en fonction de l’extension que lui donnent les muscles en mouvement. La même année, il dessine la ligne Minoray où des bandes de cuir sont cousues sur de l’organza de soie. Cette collection sera photographiée par Helmut Newton pour le calendrier « Jitrois 1998 ».
En 2012,  la Chambre syndicale du prêt-à-porter des couturiers et des créateurs de mode a élu la maison Jitrois comme membres adhérents.
Jean-Claude Jitrois est nommé chevalier de la Légion d’honneur, puis promu  officier en janvier 2012.
Il développe son premier parfum, nommé Jitrois en 1988, conçu par le parfumeur grassois Jean-Claude Ellena.
En 2016, Jean-Claude Jitrois participe à la rétrospective de Kerry James Marshall au Metropolitan Museum of Art dans une de ses boutiques sur Madison Avenue à New York.
Jitrois s'est développé à travers les États-Unis en ouvrant une boutique sur Madison Avenue à New York. Cela a été suivi par Aspen et un « Shop in Shop » à Bal Harbour, à Miami.
Les boutiques Jitrois sont dessinées par Christophe Pillet,, collaborateur de Philippe Starck pendant plus de dix ans.
Des tops model telles que Kate Moss, Naomi Campbell, Stella Tennant, portent  ses collections.
Des célébrités telles que Beyoncé, Nancy Ajram, FKA Twigs, portent ses produits.

## Distinction
- Officier de la Légion d'honneur (2012)